# Communauté de communes de l'Argentonnais
La communauté de communes de l'Argentonnais est une ancienne communauté de communes française située dans le département des Deux-Sèvres, en région Poitou-Charentes.

## Histoire
La communauté de communes de l'Argentonnais a été créée le 30 décembre 1994 pour une prise d'effet au 1er janvier 1995.
Le 1er janvier 2013, les deux communes de Saint-Clémentin et Voultegon fusionnent sous le nom de Voulmentin.
Au 31 décembre 2013, la communauté de communes de l'Argentonnais disparait et ses communes se scindent en deux au 1er janvier 2014 avec à l'ouest une intégration à la communauté d'agglomération du Bocage bressuirais (CA2B), et à l'est le rattachement à la communauté de communes du Thouarsais.
Cet ensemble de quinze communes représentait une population municipale de 10 579 habitants (selon le recensement de 2011), sur un territoire de 360,82 km2.

## Situation géographique
La communauté de communes de l'Argentonnais se situait au nord du département des Deux-Sèvres dans la région Poitou-Charentes. Elle faisait partie du syndicat du Pays Thouarsais. Les communes importantes les plus proches étaient Thouars et Bressuire. 

## Composition
La communauté de communes de l'Argentonnais se composait des quinze communes du canton d'Argenton-les-Vallées, plus Bagneux, rattachée au canton de Thouars-2 et qui est une commune associée d'Argenton-l'Église :
- Argenton-l'Église et sa commune associée Bagneux
- Argenton-les-Vallées
- Bouillé-Loretz
- Bouillé-Saint-Paul
- Le Breuil-sous-Argenton
- Cersay et sa commune associée Saint-Pierre-à-Champ
- La Coudre
- Étusson
- Genneton
- Massais
- Moutiers-sous-Argenton
- Saint-Aubin-du-Plain
- Saint-Maurice-la-Fougereuse
- Ulcot
- Voulmentin